# Friedrich Hefty
Friedrich Hefty (Presburgo, 13 dicembre 1894 – Detroit, 10 gennaio 1965) è stato un aviatore austro-ungarico.
Frédéric Hefty è stato un asso dell'aviazione arrivato a 5 vittorie nella k.u.k. Luftfahrtruppen austro-ungarica. Fu il primo pilota a lanciarsi con il paracadute dal suo aereo ed il paracadute gli salvò la vita.

## Biografia e prima guerra mondiale
Frigyes Hefty nacque il 13 dicembre 1894 a Presburgo (odierna Bratislava) in una famiglia nobile. Era appassionato del volo fin dalla sua giovinezza. Nei primi anni del 1900, Ferenc Dedek-Egyed costruì un certo numero di aerei con un maestro falegname, con i quali furono effettuati esperimenti di volo su Sashegy di Budapest nel 1907. Nel 1909, all'età di 15 anni, studiò lo spettacolo di aeroplani di Louis Blériot a Budapest e trascorse la maggior parte del suo tempo nell'hangar Rakosmoses come assistente costruttore di Mihály Székely. Per la sua passione ha abbandonato la scuola superiore.
Allo scoppio della prima guerra mondiale, si arruolò volontario nell'esercito e completò l'addestramento da pilota dopo l'addestramento di base, completato nel maggio 1915. Sul fronte italiano, stava volando nella Flik 12 di Sankt Veit an der Glan. Immediatamente arrivò un incidente aereo e fu ricoverato per un periodo. Il 15 ottobre 1915, volò nelle linee nemiche ricevendo il distintivo del pilota da battaglia e la Squadriglia si trasferì all'aeroporto di Aisovizza.
Il 7 ottobre 1915, nonostante il forte fuoco di difesa aerea, diresse il cannone dell'artiglieria riuscendo a colpire i cannoni italiani. Nell'azione, Hefty ed il suo osservatore, il tenente Adam Sapieha-Kodenski, sono stati feriti, e l'Albatros B.I venne danneggiato in modo che potesse atterrare solo su un punto di riferimento. Il 19 novembre ha bombardato Cervignano del Friuli. Nel dicembre del 1915 fu ricoverato in ospedale con il tifo per tre settimane. Il 27 marzo 1916, bombardò con successo i ponti del Piave. In autunno, è stato richiamato nell'entroterra per testare aerei nuovi sviluppati all'aeroporto di Aspern di Vienna.
Nell'aprile 1917 andò al fronte rumeno nella la Flik 44 di ricognitori a distanza e fu promosso a sergente maggiore il 10 luglio. Qui ha avuto la sua prima vittoria certificata: il 23 agosto ha colpito un Farman biposto nella zona di Târgu Ocna. In ottobre, è tornato in prima linea sull'Isonzo nella Flik 42J da caccia di Prosecco (Trieste). Il 27 ottobre durante la Battaglia di Caporetto (24 ottobre - 7 novembre) ha colpito su Aviatik D.I un velivolo non identificato a Doberdò del Lago. Alla fine dell'anno, l'eccellente pilota si unì ad Johann Risztics e Ferdinand Udvardy, tutti e tre furono premiati con la Medaglia d'oro ed il loro gruppo fu chiamato "Triumvirato d'oro".
Il 17 aprile 1918 colpì un Sopwith Camel sul Monte Montello. Nella Battaglia del solstizio, ha colpito un Nieuport il 16 giugno ed un aereo Caproni il 17 giugno, ma le sue vittorie non sono state confermate. Il 20 ottiene una vittoria confermata su un biposto non identificato ed un'ora dopo su un SAML italiano. Inoltre, Hefty ha riferito di aver colpito un caccia Hanriot HD.1 ma non è stato accertato.
Il 22 agosto 1918, Hefty si lanciò per la prima volta su un paracadute. Sei caccia Albatros D.III incontrarono il caccia del Capitano Bartolomeo Costantini delle 91ª Squadriglia. Mentre Hefty stava duellando, i colpi di una mitragliatrice colpirono il serbatoio di benzina ed il suo aereo si incendiò su Mareno di Piave. Fu costretto a saltare ed il paracadute gli salvò la vita, ma la sua caviglia venne danneggiata. Così, fu il primo pilota a saltare da un aereo con un paracadute.
Nella prima guerra mondiale ha volato 383 missioni. Dopo l'armistizio tornò in Ungheria nell'ottavo squadrone dell'Armata Rossa della Repubblica Sovietica combattendo contro le forze di intervento dei paesi vicini. Dopo i combattimenti, è stato un pilota della stazione postale di Szeged e poi ha lavorato all'estero: prima in una compagnia franco-rumena in Svizzera, poi in Air France. Nel 1922, a Mátyásföld, si imbarcò sul prototipo "Dongó" della compagnia di produzione di aerei FEIRO ungherese. È stato membro fondatore di diversi club di aerodromi (ad es. Icarus a Gödöllő). Negli anni '20 e '30, era impegnato in voli a vela ed ha stabilito un record nazionale.
Nella seconda guerra mondiale tornò nelle forze armate il 1º marzo 1942, nell'Aeronautica il 1º luglio 1949 come tenente. Ha lavorato come ufficiale del ministero della Difesa, membro dello staff e poi corrispondente di guerra. È stato tenente prigioniero degli americani. Nel 1950, dopo l'acquisizione comunista in Ungheria, emigrò negli Stati Uniti. Ha vissuto a Detroit fino alla sua morte il 10 gennaio 1965.